# アブドッラー・ビン・ハマド・アール＝サーニー
シャイフ・アブドッラー・ビン・ハマド・アール＝サーニー（アラビア語: عبدالله بن حمد آل ثاني、Abdullah bin Hamad Al Thani、1988年2月9日- ）は、カタールの王族、政治家。現首長タミームの異母弟で、現副首長（2014年11月11日-）。
日本語ではアブドゥッラーとも表記される。

## 経歴
ドーハ出身。カタール・ジョージタウン大学卒業。
2011年12月から2014年11月10日までアミーリー・ディーワーン（ディーワーン・アル・アミーリー、首長府）の長をつとめたのち、2014年11月11日に副首長に任命された。
そのほかの役職は、最高経済投資評議会副議長、カタール大学理事会議長など。

## 人物
母語のアラビア語に加え、英語が堪能。
既婚。5人の子がいる。